# Susanna (trois-mâts)
Pour les articles homonymes, voir Susanna.
Le Susanna est un voilier à trois-mâts carré allemand célèbre pour avoir passé 99 jours à contourner le cap Horn, durant l'hiver austral particulièrement mauvais de 1905, de loin le temps le plus long.

## Histoire
Le Susanna a été lancé en 1892 au chantier naval Blohm + Voss. Après le Thekla (jusqu'en 1899), le navire était le deuxième navire de la compagnie maritime hambourgeoise G. J. H. Siemers & Co, fondée en 1811, et était utilisé pour le commerce de nitrate entre l'Europe et le Chili lors des expéditions de salpêtre.
Pendant l'hiver austral de 1905, le Susanna a navigué de l'Europe vers le port de salpêtre d'Iquique (nord du Chili) sous la direction du capitaine Christian Jürgens. Cependant, l'hiver a été exceptionnellement mauvais, même pour la fameuse région autour du cap Horn : 30 navires ont abandonné leur contournement du cap Horn et ont navigué vers les îles Malouines, Montevideo (Uruguay) ou Rio de Janeiro (Brésil) à la place ; plus de cinq ont coulé, cinq autres ont été abandonnés ou échoués par leurs équipages ; plusieurs capitaines ont interrompu leur contournement du Cap Horn et ont emprunté la route beaucoup plus longue par le sud de l'Afrique et l'Australie. 
Le nombre de contournements réussis durant l'hiver 1905 n'est l'objet que d'une estimation entre 130 et 400. Parmi les navires qui ont réussi, il y a le Susanna. Le 19 août 1905, il a franchi le 50e parallèle, généralement considéré comme le début de la circumnavigation du cap Horn. Cependant, en raison de vents défavorables, le navire a eu besoin de 99 jours pour la circumnavigation, dont 80 jours de tempête (10 sur l'échelle de Beaufort et plus). Lors de l'approche d'Iquique, il a été constaté que le voyage avait été allongé vers l'ouest du fait d'un mauvais réglage du chronomètre du navire : le mauvais temps n'avait pas permis de calculer la position du navire ni d'observer la Lune et les étoiles fixes (navigation astronomique), de sorte que le Susanna avait navigué beaucoup trop loin vers l'ouest - prétendument environ 500 milles marins (926 km),. 
La longue circumnavigation du cap Horn a également donné au Susanna le record du plus long voyage de l'Europe vers le nord du Chili avec 189 jours de navigation.

### Collision en 1908
En 1908, le Susanna est entré en collision avec le navire à vapeur suédois Anni alors qu'il était remorqué sur l'Elbe pour un voyage vers l'Amérique du Sud. Lorsque le navire à vapeur a coulé, six membres de l'équipage de l'Anni ont perdu la vie.
Lors de son contournement du cap Horn en 1911, le Susanna était chargé de charbon en provenance d'Angleterre à destination d'Iquique. Dans la région du cap Horn, un risque d'inflammation de la cargaison a amené à employer l'azote transporté à cette fin, avant que le charbon ne soit arrosé d'eau douce au port de destination. Au déchargement, il y avait une épaisse couche de coke au lieu de charbon et plusieurs mètres de dépôts de goudron sur le sol. Pour le destinataire de la cargaison, la conversion du charbon n'aurait pas été une mauvaise affaire.

### Dernier voyage
Le Susanna s'est échoué le 14 août 1913, au retour d'un voyage en Amérique du Sud, sur le rocher de Zantman, près des îles Scilly, au large des Cornouailles en Angleterre. L'épave n'a jamais été retrouvée.

## Arts
L'artiste Susanne Kessler (en) retrace cette odyssée dans des installations, des films, des objets et des dessins dans l'exposition Odissea, qui peut être vue à partir du 1er juillet 2018 au Museum Kunst der Westküste (en) à Alkersum sur l'île de Föhr. 